# Pripek, Burgas
Pripek (în bulgară Припек) este un sat în comuna Ruen, regiunea Burgas,  Bulgaria. 

## Demografie
Componența etnică a satului Pripek
     Turci (89,68%)
     Nicio identificare (10,31%)
     Altele (0%)
La recensământul din 2011, populația satului Pripek era de 446 locuitori. Din punct de vedere etnic, majoritatea locuitorilor (89,68%) erau turci. Pentru 10,31% din locuitori nu este cunoscută apartenența etnică.